# Arambaré
Arambaré egy község (município) Brazíliában, Rio Grande do Sul államban, a Lagoa dos Patos (Kacsák tava) északnyugati partján. 2020-ban népességét 3562 főre becsülték.

## Elnevezése
A helyet kezdetben Barra do Velhaconak nevezték, mivel itt van a Velhaco patak torkolata. 1938-ban átnevezték Paraguaçura. 1945-től viseli az Arambaré nevet, mely a helyi indiánok nyelvén „fényt árasztó papot” jelent.

## Története
Területén araxás indiánok éltek, akik halászattal és szőrmekereskedelemmel foglalkoztak. A gyarmatosítók 1714-től derítették fel a helyet. 1763-ban azori telepesek érkeztek a környékre, benépesítve a Guaíba-tó délnyugati és a Lagoa dos Patos északnyugati partjait egészen a Camaquã folyóig, farmokat és charqueadákat (szarvasmarha-mészárszékek) alapítva. Aranykorát a Farroupilha-felkelés után élte: rizset és cukrot termesztettek, malmokat létesítettek, a terményeket pedig gőzhajókkal szállították a tavon. A hajózás hanyatlása után Arambaré (akkori nevén Barra do Velhaco) főként üdülőhelyként lett ismert, de mezőgazdasága ma is jelentős.
1939-ben a fejlődő települést Camaquã község kerületévé nyilvánították Paraguaçu néven. 1992-ben függetlenedett Camaquãtól; területének egy részét a szomszédos Tapes községtől nyerte.

## Leírása
Székhelye Arambaré, további kerülete Santa Rita do Sul. A Lagoa dos Patos északnyugati partjának úgynevezett Costa Doce szakaszához tartozik. Homokos-fás strandjai igen népszerűek az üdülni vágyók körében. Nyáron itt tartják a környék legnagyobb karneválját.
Arambaré egyik látványossága a Figueira da Paz (Béke fügéje), egy 500 évesre becsült fügefa, az állam legnagyobbja. Koronájának átmérője 100 méter, a törzs kerülete 12 méter.